# União de Centro Democrático
A Unión de Centro Democrático ("União de Centro Democrático"), UCD, foi uma coligação política e posteriormente um partido político espanhol de centro, cujo líder foi Adolfo Suárez.

## Fundação
Formou-se como coligação em Maio de 1977, durante a transição posterior à ditadura franquista. A UCD reuniu os seguintes partidos, com os seus respectivos líderes:
- Partido Democrata Cristiano (PDC) de Fernando Álvarez de Miranda
- Partido Popular (PPCD) de Pío Cabanillas
- Partido Socialdemocrata Independente (PSI) de Gonzalo Casado
- Partido Social Liberal Andaluz (PSLA) de Manuel Clavero
- Partido Socialdemocrata de Espanha de Francisco Fernández Ordóñez
- Partido Progressista Liberal (PPL) de Juan García Madariaga
- Federação de Partidos Democratas e Liberais (FPDL) de Joaquín Garrigues Walker
- Partido Liberal de Enrique Larroque
- Federação Social Democrata (FSD) de José Ramón Lasuén
- Partido Galego Independente (PGI) de  José Luis Meilán
- União Canária (UC) de Lorenzo Olarte
- União Social Democrata Espanhola (USDE) de Eurico de la Peña
- União Democrata de Murcia (UDM) de Antonio Pérez Crespo
- Acción Regional Extremeña (AREX) de Enrique Sánchez de León
- e Partido Democrata Popular (PDP) de Ignácio Camuñas

A coligação era liderada por Adolfo Suárez. Os seus principais componentes declaravam-se democrata-cristãos, liberais, socialdemocratas ou independentes, sendo estes últimos frequentemente elementos procedentes do regime franquista. Posteriormente, a 4 de Agosto de 1977, transformou-se num partido político.

## Os anos de governo (1977-1982)
UCD governou Espanha de 1977 até 1982. Nas Eleições Gerais de 15 de Junho de 1977 obteve 6 310 391 votos (34,4%) e 166 cadeiras. Pôde governar devido ao apóio parlamentar e ao consenso estabelecido tanto com AP como com o PSOE e o PCE. Foi um dos principais partidos impulsionadores da Constituição de 1978, tendo entre as suas filas 3 dos 7 redatores constitucionais. Em Março de 1979 voltou a ganhar as eleições com maioria simples, obtendo 6 268 593 votos (34,8%) e 168 deputados.

### Legislatura Constituinte
A Legislatura Constituinte da Espanha começa a 19 de Junho de 1977, após o triunfo por maioria simples da UCD nas eleições gerais.
O novo governo, presidido por Adolfo Suárez González, viria a culminar o processo de Transição Espanhola desenvolvido no país após a morte de Francisco Franco ao propiciar a redação da Constituição espanhola de 1978.
As novas Cortes inauguraram-se a 22 de Julho.

### I Legislatura da Espanha
A I Legislatura da Espanha (ou II, se incluirmos a Constituinte), começa a 1 de Março de 1979, após o triunfo por maioria simples da UCD nas eleições gerais.
O novo governo seria presidido por Adolfo Suárez até a sua demissão (29 de Janeiro de 1981), sendo o seu substituto Leopoldo Calvo-Sotelo após a frustrada tentativa de golpe de Estado do 23 de Fevereiro desse ano.
Pela sua vez, o PSOE ficaria como o principal partido da oposição e nas municipais, PSOE e PCE ganhariam a maioria dos municípios das grandes cidades.

## Dissolução
A razão fundamental do seu desaparecimento foram os conflitos internos, que causaram a renúncia à Presidência do Governo de Suárez em Janeiro de 1981, substituindo-o até o fim da legislatura Leopoldo Calvo-Sotelo. Pela sua vez, terminou sendo um partido com escassa popularidade e ampla recusa, devido ao aumento do desemprego, a grave inflação e a geral crise económica que vivia o país. Nas Eleições Gerais de 1982, nas quais venceu por maioria absoluta o PSOE, apresentou como candidato a Landelino Lavilla, e somente obteve 1 425 093 votos (6,7%) e 11 cadeiras.
Após a sua renúncia, Adolfo Suárez formou o Centro Democrático e Social (CDS), que competiu com UCD nas eleições de 1982 e do qual seria presidente até 1991. Pela sua vez, Francisco Fernández Ordóñez integrou-se junto ao seu grupo socialdemocrata no PSOE. Pelo outro lado, o Partido Democrata Popular ou o Partido Liberal coligar-se-iam com Aliança Popular, acabando por se integrar neste partido e ocupando o espaço do centro-direita. Por conseguinte, a UCD foi dissolvida a 18 de Fevereiro de 1983. A base eleitoral da UCD nutriu simetricamente nas eleições de 1982 as duas principais formações da esquerda e a direita, o Partido Socialista e Aliança Popular, a qual, após ter-se refundado em 1990 com o nome de Partido Popular, passaria a capitalizar uma porção ainda maior do eleitorado centrista.
O CDS também se dissolveu em 2005.

## Resultados Eleitorais

### Eleições legislativas
| Data | CI. | Líder             | Votos     | %            | +/-  | Deputados | +/- | Status   |
| ---- | --- | ----------------- | --------- | ------------ | ---- | --------- | --- | -------- |
| 1977 | 1.º | Adolfo Suárez     | 6 310 391 | 34,4 / 100,0 |      | 166 / 350 |     | Governo  |
| 1979 | 1.º | Adolfo Suárez     | 6 268 593 | 34,8 / 100,0 | 0,4  | 168 / 350 | 2   | Governo  |
| 1982 | 3.º | Landelino Lavilla | 1 425 093 | 6,8 / 100,0  | 28,0 | 11 / 350  | 157 | Oposição |